# Francesco Vaccari
Francesco Vaccari (Mòdena, 1775 - Londres, 1824) fou un violinista i compositor italià.
Començà els seus estudis de violí als cinc anys, ampliant més tard la seva tècnica a Florència sota la direcció del famós Nardini (1722-1793). Als vuit anys ja es presentava al públic italià com a concertista, causant verdader entusiasme per la perfecció de la seva tècnica i la puresa del seu estil. Després de recórrer en triomf les principals ciutats del seu país, anà a Espanya a principis del 1804, essent-li conferit un lloc en la Capella Reial, de la que formà part fins al 1808.
Durant l'agitat període que seguí a la invasió francesa s'absentà d'Espanya, realitzant una llarga gira artística per Alemanya, França i Anglaterra. Vers l'any 1815 retornà a Madrid i recobrà el seu càrrec a Palau, dirigint posteriorment la Reial Capella fins que els esdeveniments de 1820 a 1823 el decidiren a abandonar definitivament Espanya. Renovades les seves excursions artístiques per l'estranger, el va sorprendre la mort a Anglaterra.

## Anàlisi
Fou, segons els seus biògrafs, un dels més complets concertistes de violí de la seva època. Va compondre diverses fantasies per a violí i piano vers motius populars espanyols i italians, i diverses variacions pel referit instrument, molt difícils.